# Legio I Iovia
Legio I Iovia (легіон I Юпітера) — римський легіон часів пізньої імперії. Отримав назву на честь прізвиська імператора Діоклетіана.

## Історія
Створено Діоклетіаном, який дав йому своє прізвисько Jovius. Він розмістив його на Дунаї, чиї залоги хотів підсилити, в Трезмісе (навпроти сучасного міста Бреїла). Легіон був розміщений в провінції Нижня Мезія (надалі римської провінції Скіфії Малої) поблизу гирла Дунаю. Відповідно до Вегеція отримав прізвисько «Маттіобарбул», за вправність його вояків володіти зброю маттіобарбула. Проте це прізвисько існувало лише за часів Діоклетіана й Максиміана.
У 296–298 роках вексиларії легіону брали у Перському поході проти Сасанідів. Надалі основні частини розташовувалися на нижній течії Дунаю, який охороняли переважно від готів.
У IV столітті він помінявся місцями з легіоном II Herculia і розбив табір в Новіодум (неподалік від сучасної Ісакчі, Румунія), де його поміщає Список почесних посад (Notitia Dignitatum). Частина легіону стояла у Каструмі Егисс (сучасне м. Тулча, Румунія). Joviani Seniores (palatini) Італії та Joviani Juniores (id.) Сходу — підрозділу цього легіону. Останнє місце легіону — м. Капідава.
Згідно з Notitia Dignitatum, на початку V ст. легіон перебував ще в своєму таборі на Дунаї. За деякими відомостями, ймовірно, перейшов на службу у армію Східної Римської імперії.